# Human Nature (песня Майкла Джексона)
«Human Nature» (с англ. — «Человеческая натура») — пятый сингл из шестого студийного альбома американского музыканта Майкла Джексона Thriller. Композиция была написана Стивом Поркаро и Джоном Беттисом и спродюсирована Куинси Джонсом. Вытеснив «Carousel», эта песня стала последней, избранной в трек-лист альбома Джексона. «Human Nature» была выпущена в качестве сингла 3 июля 1983 года и добилась успехов в американских чартах. Композиция заняла второе место в хит-параде Hot Adult Contemporary и стала седьмой в Billboard Hot 100 — этой пятый хит Джексона из альбома Thriller, попавший в топ 10 чарта.
Композиция не сопровождалась видеоклипом. Лишь в 2012-м году на официальном канале Джексона на YouTube было выложено концертное исполнение «Human Nature» на Bad World Tour.

## История создания
В создании «Human Nature» поучаствовали три члена группы Toto: Стив Поркаро, Дэвид Пейч и Стив Люкатер. Поркаро записал первую сырую демоверсию песни в период подготовки сингла группы Toto «Africa». Музыкант вспоминал, что у его дочери в школе был тяжёлый день, и она всё спрашивала у отца, почему так получилось. Вопрос «Почему?» (англ. «Why?») продолжал звенеть в голове у Поркаро. Он стал наигрывать мелодию на рояле и напевать слова «Why? Why?» («Почему? Почему?») с удаляющимся эхом. Его коллега Дэвид Пейч в то же время занимался набросками для нового альбома Майкла Джексона. Кассета, на которую Поркаро записал ещё совсем сырую демоверсию «Human Nature», оказалась у него последней, однако нужно было срочно отправить новые записи Пейча Куинси Джонсу. Выбора не было, музыкант взял кассету и записал на неё наброски Дэвида. Джонс не впечатлился песнями Пейча, но заинтересовался демоверсией Поркаро. На следующий день продюсер позвонил Дэвиду — ему потребовалось около 20 минут, чтобы убедить Куинси, что автор записи на самом деле не он, а Стив. По просьбе Джонса Поркаро дописал текст, продюсеру понравилось название, припев, но куплеты показались ему слишком личными. Тогда закончить работу над песней предложили Джону Беттису, автору хитов The Carpenters и The Pointer Sisters. Джексон пригласил поучаствовать в записи «Human Nature» Стива Люкатера, который сыграл гитарную партию, а Поркаро записал все клавишные.
«Human Nature» стала последней композицией, записанной для альбома Thriller и избранной в его окончательный трек-лист, вытеснив «Carousel». В 2001 году «Carousel» вошла в переиздание альбома Thriller: Special Edition в качестве бонусного материала.

## Особенности композиции
«Human Nature» была описана критиками как нежная, воздушная софт-рок/ритм-н-блюз-баллада. В Billboard отметили, что вокал Джексона отлично передаёт настроение и дух трека.  писал, что звучание, характерное для 80-х, порождает в этой композиции «подобие множественных отражений, эффект зеркальной комнаты». Мелодика куплетов такова: первые две строчки синкопированы с ритм-секцией, на третьей происходит незамедлительный переход легато с пульсирующим звучанием перкуссии. Такой приём позволяет песне оставаться «взвешенной в воздухе», вызывая у слушателя ощущение тайны и предвкушения. Музыка и слова «циркулируют» вокруг IV, V и обращённого I аккордов. Джексон записал песню в тональности ре мажор, IV и V аккордами в таком случае являются соль мажор и ля мажор соответственно. В конце каждой строфы звучит самый низкий II минорный аккорд ми минор, в то время как вокальная партия поднимается к самой высокой ноте, играющей роль «музыкальной запятой», интригующей слушателя и заставляющей его ждать продолжения. Далее следует припев: дважды повторяется слово «why» с сильным эхом — это простой и эффективный ход, внезапно создающий пространство. В момент, когда Джексон пропевает слова «human nature», всего один раз демонстрируется корневой аккорд песни, ре мажор. Мелодика стиха и аккорды во втором куплете те же, что и в первом. «Human Nature» отличается ключевым мотивом клавишных: он звучит в начале песни и снова появляется после второго куплета, играя роль заключительной коды. Коду предвещают отрывистые модуляции: аккорды играются в новой тональности.
Рецензент Los Angeles Times Рэндалл Робертс высказал мнение, что «Human Nature» является идеальным «фотографическим снимком» Нью-Йорка. Джексон заперт в четырёх стенах, за которыми ему «бессонно подмигивает» соблазнительный город. Он может «слышать его голос», но бессилен что-либо изменить. В издании Huffington Post композиция была описана так: «Великолепная синти-баллада, скользящая на фоне мерцающих, искрящихся звуков струнных инструментов. Эта песня о юности, томлении и вожделении вызывает перед мысленным взором слушателя яркий городской пейзаж, по которому рассказчик бродит между сном и явью». Несмотря на своё название, слова «Human Nature» рассказывают не о животных инстинктах человека, а о конкретном состоянии его души: о предчувствии, предвкушении.

## Выпуск сингла и критика
«Human Nature» была выпущена синглом 3 июля 1983 года. Песня добилась успехов в американских чартах. Получив второе место в чарте Billboard Hot Adult Contemporary и седьмое в Billboard Hot 100, она стала пятым хитом Джексона из альбома Thriller, попавшим в топ 10. Композиция поднялась на третью строчку в чарте R&B singles. В Японии песня была выпущена в альтернативном варианте с небольшими отличиями в исполнении инструментальной части. В Великобритании релиз не состоялся, лишь в 1989 году песня вышла на стороне B сингла «Leave Me Alone» из альбома Джексона Bad. «Human Nature» получила платиновый сертификат в США, золотой в Мексике и Дании и серебряный в Великобритании.
Джон Рокуэлл из The New York Times писал: «Возможно, самая поразительная песня на альбоме Thriller — „Human Nature“. Это западающая в память, задумчивая баллада с неотразимым припевом. Она должна быть хитом». Рецензент Slant Magazine Эрик Хендерсон отметил: «Это одна из немногих баллад своей эпохи, которые стоит вспомнить. Гармонии „Human Nature“ оказались настолько мощными, что записать кавер-версию на эту композицию решил музыкант, который является не менее, чем легендой джаза — Майлз Дэвис». В Rolling Stone «Human Nature» назвали «красивой, хрупкой, открытой и смелой», а в Stylus — «самой вкрадчивой» балладой.
Обозреватель About.com Билл Лэмб оценил трек спустя 25 лет после его выпуска: «Песня стала первым воплощением того, что мы теперь называем Adult ритм-н-блюз». В Los Angeles Times писали, что она стала примером подражания для последующих исполнителей, сочиняющих нью джек свинг и хип-хоп соул баллады. Рецензент Allmusic Стивен Томас Эрльюин был удивлён тем, каким образом на альбоме Джексона сочетаются такие композиции как «нежная и прекрасная» «Human Nature» и «жёсткая, пугающая» «Beat It». По мнению критиков журнала American Songwriter песня, «скорее всего, не будет признана лучшей в карьере Джексона, однако она заслуживает того, чтобы считаться хотя бы одной из лучших».

## Концертные выступления
Впервые композиция была исполнена на концерте в 1984 году: она попала в сет-лист тура Victory группы The Jacksons. Джексон начинал исполнять песню «Ben», затем останавливался, и начиналась «Human Nature».
Песня также исполнялась Джексоном на сольных турах: во время Bad World Tour (1987—1989) и Dangerous World Tour (1992—1993). Певец исполнил эту композицию на бесплатном концерте, посвящённом Дню Рождения султана Брунея в июле 1996 года. На концерте присутствовало 60 000 человек. В сет-лист HIStory World Tour «Human Nature» не попала. Планировалось, что Джексон будет исполнять её на несостоявшемся в связи с кончиной певца туре This Is It.
Официально концертные выступления с «Human Nature» были выпущены на DVD: Live in Bucharest: The Dangerous Tour и Live at Wembley July 16, 1988. Репетиция для тура This Is It вошла в документальный музыкальный фильм Майкл Джексон: Вот и всё.

## Список композиций
7" (номер в каталоге Epic Records — 34-04026)
| №  | Название       | Длительность |
| -- | -------------- | ------------ |
| 1. | «Human Nature» | 4:06         |

| №  | Название       | Длительность |
| -- | -------------- | ------------ |
| 2. | «Baby Be Mine» | 4:20         |

## Участники записи
| - Майкл Джексон — вокал, бэк-вокал - Стив Поркаро — музыка, текст, аранжировка, клавишные - Джон Беттис — текст, аранжировка - Дэвид Пейч — синтезатор | - Стив Люкатер — гитара - Джефф Поркаро — ударные - Паулинью да Кошта — перкуссия - Майкл Боддикер — Emulator |

## Позиции в чартах и сертификации
| Чарт (1983)                         | Высшая позиция |
| ----------------------------------- | -------------- |
| Австралия                           | 63             |
| Бельгия                             | 12             |
| Канада                              | 11             |
| США (Hot 100)                       | 7              |
| США (R&B/Hip-Hop Songs)             | 3              |
| США (Hot Adult Contemporary Tracks) | 2              |
| Нидерланды                          | 11             |
| Новая Зеландия                      | 33             |
| ФРГ                                 | 64             |
| Чарт (2009)                         | Высшая позиция |
| Великобритания                      | 62             |
| Дания                               | 39             |
| Нидерланды                          | 40             |
| США (Hot Digital Songs)             | 21             |
| Швейцария                           | 46             |
| Швеция                              | 38             |
| Чарт (2013)                         | Высшая позиция |
| Франция                             | 165            |

| Страна               | Сертификат |
| -------------------- | ---------- |
| Великобритания (BPI) | Серебряный |
| Дания (IFPI)         | Золотой    |
| Мексика (AMPROFON)   | Золотой    |
| США (RIAA)           | Платиновый |

## Кавер-версии
- 1985 год: американский джазовый музыкант, трубач Майлз Дэвис включил свою кавер-версию в альбом You’re Under Arrest[3].
- 2004 год: кавер-версия группы Boyz II Men в латиноамериканском стиле вошла в их альбом Throwback, Vol. 1[41].
- 2007 год: Алиша Киз исполнила «Human Nature» на церемонии вручения Нобелевской премии мира в Осло[42].
- 2008 год: Стиви Уандер исполнил эту композицию на концерте в Ванкувере[43].
- Май 2009: кавер-версия «Human Nature» вошла в альбом Билли Кроуфорда[англ.] Groove[44].
- 7 июля 2009 года: Джон Мейер исполнил инструментальную версию песни на Церемонии прощания с Майклом Джексоном[45].
- 2009 год: американский певец Toro Y Moi записал «Human Nature» для своего альбома-трибьюта Джексону Chum Onah. Альбом был опубликован в свободном доступе в блоге ButterXFace[46].
- 2010 год: Питер Андре исполнял «Human Nature» на своём концертном туре[47].
- 2010 год: «Human Nature» вошла в альбом-трибьют джазового пианиста Боба Болдвина[англ.] Never Can Say Goodbye: A Tribute to Michael Jackson[48].
- 2010 год: бразильская певица Ивечи Сангалу исполнила эту композицию на концерте в Мэдисон-сквер-гарден. Концерт был выпущен на DVD[49].
- 2010 год: джазовый пианист Виджей Йер[англ.] записал версию песни на рояле[50]. Соло-версия вошла в альбом Йера Solo, трио-версия — в альбом 2012 года Accelerando.
- 2011 год: Альфонсо Блэкуэлл[англ.] выпустил синглом свою джазовую интерпретацию песни в качестве трибьюта Майклу Джексону[51].
- 2011 год: группа Toto исполняла «Human Nature» в течение всего своего тура, посвятив её Джексону и Майку Поркаро. Вокальную партию исполнял Джозеф Уильямс[52].
- 2011 год: на церемонии введения в Зал славы композиторов Скайлар Грей исполнила свою версию под аккомпанемент дульцимера в честь Джона Беттиса[53].
- 2011 год: кавер-версия Маркуса Миллера вошла в его альбом живых выступлений Tutu Revisited[54].
- 8 октября 2011 года: Крейг Дэвид исполнил акустическую версию «Human Nature» на концерте-трибьюте Michael Forever — The Tribute Concert[англ.][55].
- 2012 год: Эмбер Райли и Корд Оверстрит записали кавер-версию для эпизода телесериала Glee, посвящённого Майклу Джексону[56].
- 2013 год: актёр Крис Такер исполнил эту композицию на церемонии BET Awards[57].
- 2013 год: Джастин Тимберлейк несколько раз исполнил «Human Nature» на концертном туре The 20/20 Experience World Tour[58].